# Thomas Juel-Nielsen
Thomas Juel-Nielsen (født 18. juni 1990) er en dansk fodboldspiller.
Han har tidligere spillet for forskellige klubber i Skandinavien, bl.a. AGF og Falkenbergs FF.

## Klubkarriere
Juel Nielsen skrev i august 2013 under på en kontrakt med Sandefjord Fotball gældende for resten af 2013-sæsonen.
I februar 2016 skiftede Juel-Nielsen til Falkenbergs FF, hvor han skrev under på en toårig kontrakt. I januar 2017 valgte Juel-Nielsen at ophæve sin kontrakt, hvilket en klausul i kontrakten gjorde muligt, således at han forlod Falkenbergs FF efter blot et år, selvom han havde et år tilbage af kontrakten.
Efter en kort prøveperiode i AGF skrev han 29. marts 2017 kontrakt for resten af forårssæsonen med klubben, der var ramt af skader i forsvaret. Opholdet blev, på trods af at Juel-Nielsen var med til at sikre klubbens forbliven i Superligaen, ikke forlænget, og han skiftede derpå til Maccabi Netanya F.C. Da sæsonen startede, registrerede klubben ham ikke "til spilletid på grund af en udlændingekvote", hvorfor han efter få måneder i klubben atter forlod den igen.
Den 14. februar 2018 skrev Juel-Nielsen under på en kontrakt med Orange County SC fra United Soccer League. Han nåede at spille 18 kampe og score et mål, blandt andet på grund af en skade, inden han i november 2018 forlod klubben.
Han skrev den 1. marts 2019 under på en kontrakt med SønderjyskE, hvortil han kom på en fri transfer. Kontrakten gjaldt for den resterende del af forårssæsonen.

## Landsholdskarriere
Juel Nielsen har repræsenteret det danske U/17-landshold syv gange og scoret to mål i perioden fra 2006 til 2007.

## Hæder
Sandefjord
- Norges førstedivision i fodbold (1): 2014

## Privatliv
Thomas Juel-Nielsen er vokset op i Nordsjælland sammen med sin mor, Anne Juel-Nielsen og fire søskende. Han gik på Handelsskolen København Nord i Lyngby og blev student i 2009. I 2013 flyttede Juel-Nielsen til Sandefjord i Norge for at spille for Sandefjord Fotball.